# Olpium socotraense
Olpium socotraense es una especie de arácnido del orden Pseudoscorpionida de la familia Olpiidae.

## Distribución geográfica
Se encuentra en el archipiélago de Socotra (Yemen).